# شنا در المپیک تابستانی ۲۰۱۲ – ۱۰۰ متر قورباغه زنان
| شنا در بازی‌های المپیک تابستانی ۲۰۱۲ | شنا در بازی‌های المپیک تابستانی ۲۰۱۲ | شنا در بازی‌های المپیک تابستانی ۲۰۱۲ | شنا در بازی‌های المپیک تابستانی ۲۰۱۲ | شنا در بازی‌های المپیک تابستانی ۲۰۱۲ |
| ----------------------------------- | ----------------------------------- | ----------------------------------- | ----------------------------------- | ----------------------------------- |
| آزاد                                |                                     |                                     |                                     |                                     |
| ۵۰ متر                              |                                     | مردان                               |                                     | زنان                                |
| ۱۰۰ متر                             |                                     | مردان                               |                                     | زنان                                |
| ۲۰۰ متر                             |                                     | مردان                               |                                     | زنان                                |
| ۴۰۰ متر                             |                                     | مردان                               |                                     | زنان                                |
| ۸۰۰ متر                             |                                     |                                     |                                     | زنان                                |
| ۱۵۰۰ متر                            |                                     | مردان                               |                                     |                                     |
| کرال پشت                            |                                     |                                     |                                     |                                     |
| ‍۱۰۰ متر                              |                                     | مردان                               |                                     | زنان                                |
| ۲۰۰ متر                             |                                     | مردان                               |                                     | زنان                                |
| شنای قورباغه                        |                                     |                                     |                                     |                                     |
| ۱۰۰ متر                             |                                     | مردان                               |                                     | زنان                                |
| ۲۰۰ متر                             |                                     | مردان                               |                                     | زنان                                |
| پروانه                              |                                     |                                     |                                     |                                     |
| ۱۰۰ متر                             |                                     | مردان                               |                                     | زنان                                |
| ۲۰۰ متر                             |                                     | مردان                               |                                     | زنان                                |
| مختلط انفرادی                       |                                     |                                     |                                     |                                     |
| ۲۰۰ متر                             |                                     | مردان                               |                                     | زنان                                |
| ۴۰۰ متر                             |                                     | مردان                               |                                     | زنان                                |
| Freestyle relay                     |                                     |                                     |                                     |                                     |
| 4×100 m                             |                                     | men                                 |                                     | women                               |
| 4×200 m                             |                                     | men                                 |                                     | women                               |
| Medley relay                        |                                     |                                     |                                     |                                     |
| 4×100 m                             |                                     | men                                 |                                     | women                               |
| ماراتن                              |                                     |                                     |                                     |                                     |
| ۱۰ ک‌م                               |                                     | مردان                               |                                     | زنان                                |

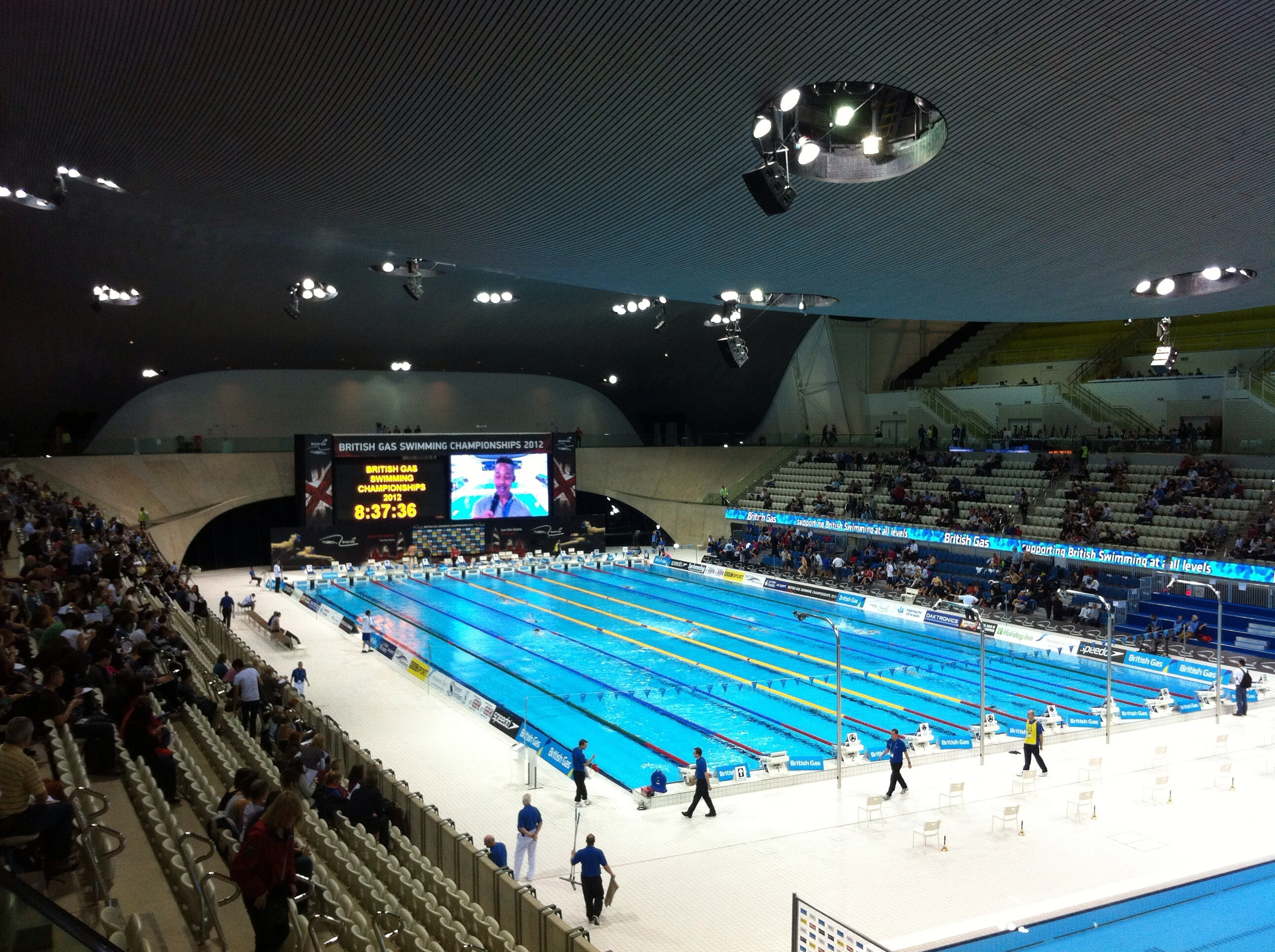
استخر مسابقات المپیک ۲۰۱۲ لندن

۱۰۰ متر قورباغه زنان در رویدادهای بازی‌های المپیک تابستانی ۲۰۱۲ در ۲۹ تا ۳۰ ژوئیه در مرکز ورزش‌های آبی لندن صورت گرفت. روتا میلوتایت ۱۵ ساله از لیتوانی به مدال طلا، ربکا سونی از ایالات متحده آمریکا به مدال نقره و ساتومی سوزوکی از ژاپن به مدال برنز دست یافتند.

## رکوردها
رکوردهای جهانی و المپیک پیش از مسابقات به شرح زیر بود.
| رکورد جهانی  | جسیکا هاردی (USA) | ۱:۰۴.۴۵ | فدرال وی، ایالات متحده آمریکا | ۷ آگوست ۲۰۰۹  | –     |
| رکورد المپیک | لیسل جونز (AUS)   | ۱:۰۵.۱۷ | پکن، جمهوری خلق چین           | ۱۰ آگوست ۲۰۰۸ | [ ۲ ] |

رکورد جدیدی در طی این مسابقه به ثبت نرسید.

## نتایج

### مقدماتی
| رتبه | مقدماتی | خط | نام                     | ملیت                | زمان    | توضیحات |
| ---- | ------- | -- | ----------------------- | ------------------- | ------- | ------- |
| ۱    | ۴       | ۶  | روتا میلوتایت           | لیتوانی             | ۱:۰۵٫۵۶ | NR      |
| ۲    | ۶       | ۴  | ربکا سونی               | ایالات متحده آمریکا | ۱:۰۵٫۷۵ |         |
| ۳    | ۶       | ۵  | یولیا یفیموا            | روسیه               | ۱:۰۶٫۵۱ |         |
| ۴    | ۵       | ۴  | بریجا لارسون            | ایالات متحده آمریکا | ۱:۰۶٫۵۸ |         |
| ۵    | ۴       | ۴  | لیسل جونز               | استرالیا            | ۱:۰۶٫۹۸ |         |
| ۶    | ۵       | ۵  | ساتومی سوزوکی           | ژاپن                | ۱:۰۷٫۰۸ |         |
| ۷    | ۶       | ۲  | سارا پووه               | آلمان               | ۱:۰۷٫۱۲ |         |
| ۸    | ۶       | ۳  | Jennie Johansson        | سوئد                | ۱:۰۷٫۱۴ |         |
| ۹    | ۵       | ۳  | ریک مولر پدرسن          | دانمارک             | ۱:۰۷٫۲۳ |         |
| ۱۰   | ۳       | ۶  | آلیا اتکینسون           | جامائیکا            | ۱:۰۷٫۳۹ |         |
| ۱۱   | ۴       | ۵  | لیستون پیکت             | استرالیا            | ۱:۰۷٫۴۱ |         |
| ۱۲   | ۳       | ۲  | سوزان فن بیلیون         | آفریقای جنوبی       | ۱:۰۷٫۵۴ |         |
| ۱۳   | ۴       | ۱  | Zhao Jin                | چین                 | ۱:۰۷٫۶۸ |         |
| ۱۴   | ۴       | ۲  | Mina Matsushima         | ژاپن                | ۱:۰۷٫۶۹ |         |
| ۱۵   | ۴       | ۳  | Jillian Tyler           | کانادا              | ۱:۰۷٫۸۱ |         |
| ۱۶   | ۵       | ۲  | ترا فان بیلن            | کانادا              | ۱:۰۷٫۸۵ |         |
| ۱۷   | ۵       | ۷  | Liu Xiaoyu              | چین                 | ۱:۰۷٫۹۹ |         |
| ۱۸   | ۳       | ۳  | Sara El Bekri           | مراکش               | ۱:۰۸٫۲۱ |         |
| ۱۹   | ۵       | ۱  | جولین هوستمن            | سوئد                | ۱:۰۸٫۲۸ |         |
| ۲۰   | ۶       | ۷  | مونیک نیهاش             | هلند                | ۱:۰۸٫۳۱ |         |
| ۲۱   | ۶       | ۸  | سیوبان ماری اوکانر      | بریتانیای کبیر      | ۱:۰۸٫۳۲ |         |
| ۲۲   | ۵       | ۶  | کارولین روهنو           | آلمان               | ۱:۰۸٫۴۳ |         |
| ۲۳   | ۶       | ۶  | Daria Deeva             | روسیه               | ۱:۰۸٫۴۴ |         |
| ۲۴   | ۳       | ۵  | پترا چوکووا             | جمهوری چک           | ۱:۰۸٫۵۹ |         |
| ۲۵   | ۴       | ۷  | Marina Garcia Urzainqui | اسپانیا             | ۱:۰۸٫۶۴ |         |
| ۲۶   | ۴       | ۸  | Sycerika McMahon        | ایرلند              | ۱:۰۸٫۸۰ |         |
| ۲۷   | ۳       | ۴  | Michela Guzzetti        | ایتالیا             | ۱:۰۸٫۸۳ |         |
| ۲۸   | ۵       | ۸  | کیت هایوود              | بریتانیای کبیر      | ۱:۰۹٫۲۲ |         |
| ۲۹   | ۳       | ۱  | دیلارا بوسه یونایدن     | ترکیه               | ۱:۰۹٫۴۳ |         |
| ۳۰   | ۲       | ۴  | Tjasa Vozel             | اسلوونی             | ۱:۰۹٫۶۳ |         |
| ۳۱   | ۲       | ۵  | آنا زتانکوویچ           | مجارستان            | ۱:۰۹٫۶۵ |         |
| ۳۲   | ۲       | ۶  | Fanny Babou             | فرانسه              | ۱:۰۹٫۷۶ |         |
| ۳۳   | ۳       | ۷  | Kim Hye-Jin             | کره جنوبی           | ۱:۰۹٫۷۹ |         |
| ۳۴   | ۲       | ۳  | Jenna Laukkanen         | فنلاند              | ۱:۰۹٫۹۲ |         |
| ۳۵   | ۲       | ۲  | آنا رودریگز             | پرتغال              | ۱:۱۰٫۶۲ |         |
| ۳۶   | ۲       | ۱  | دنیل بوبران             | سنت لوسیا           | ۱:۱۱٫۱۲ |         |
| ۳۷   | ۳       | ۸  | Mariia Liver            | اوکراین             | ۱:۱۱٫۲۳ |         |
| ۳۸   | ۲       | ۷  | Chen I-Chuan            | چین تایپه           | ۱:۱۱٫۲۸ |         |
| ۳۹   | ۶       | ۱  | Concepcion Badillo Diaz | اسپانیا             | ۱:۱۲٫۵۸ |         |
| ۴۰   | ۲       | ۸  | Tatiana Chisca          | مولداوی             | ۱:۱۳٫۳۰ |         |
| ۴۱   | ۱       | ۴  | Ivana Ninkovic          | بوسنی و هرزگوین     | ۱:۱۴٫۰۴ |         |
| ۴۲   | ۱       | ۳  | Pilar Shimizu           | گوآم                | ۱:۱۵٫۷۶ |         |
| ۴۳   | ۱       | ۵  | Matelita Buadromo       | فیجی                | ۱:۱۶٫۳۳ |         |
| ۴۴   | ۱       | ۶  | اوکسانا هاتامکانوا      | جمهوری آذربایجان    | ۱:۲۵٫۵۲ |         |
| ۴۵   | ۱       | ۲  | Oyungerel Gantumur      | مغولستان            | ۱:۲۷٫۱۷ |         |
| ۴۶   | ۱       | ۷  | Dede Camara             | گینه                | ۱:۳۸٫۵۴ |         |

### نیمه‌نهایی

#### نیمه‌نهایی ۱
| رتبه | خط | نام              | ملیت                | زمان    | توضیحات |
| ---- | -- | ---------------- | ------------------- | ------- | ------- |
| ۱    | ۴  | ربکا سانی        | ایالات متحده آمریکا | ۱:۰۵٫۹۸ | Q       |
| ۲    | ۵  | بریجا لارسون     | ایالات متحده آمریکا | ۱:۰۶٫۷۰ | Q       |
| ۳    | ۳  | ساتومی سوزوکی    | ژاپن                | ۱:۰۷٫۱۰ | Q       |
| ۴    | ۲  | آلیا اتکینسون    | جامائیکا            | ۱:۰۷٫۴۸ | Q       |
| ۴    | ۸  | ترا فان بیلن     | کانادا              | ۱:۰۷٫۴۸ |         |
| ۶    | ۶  | Jennie Johansson | سوئد                | ۱:۰۷٫۵۷ |         |
| ۷    | ۷  | سوزان فن بیلیون  | آفریقای جنوبی       | ۱:۰۷٫۶۸ |         |
| ۸    | ۱  | Mina Matsushima  | ژاپن                | ۱:۰۸٫۲۶ |         |

#### نیمه‌نهایی ۲
| رتبه | خط | نام            | ملیت     | زمان    | توضیحات |
| ---- | -- | -------------- | -------- | ------- | ------- |
| ۱    | ۴  | روتا میلوتایت  | لیتوانی  | ۱:۰۵٫۲۱ | NR/ER Q |
| ۲    | ۵  | یولیا یفیموا   | روسیه    | ۱:۰۶٫۵۷ | Q       |
| ۳    | ۳  | لیسل جونز      | استرالیا | ۱:۰۶٫۸۱ | Q       |
| ۴    | ۲  | ریک مولر پدرسن | دانمارک  | ۱:۰۶٫۸۲ | Q       |
| ۵    | ۶  | سارا پووه      | آلمان    | ۱:۰۷٫۶۸ |         |
| ۶    | ۷  | لیستون پیکت    | استرالیا | ۱:۰۷٫۷۴ |         |
| ۷    | ۸  | Jillian Tyler  | کانادا   | ۱:۰۷٫۸۷ |         |
| ۸    | ۱  | Zhao Jin       | چین      | ۱:۰۷٫۹۷ |         |

#### Semifinal swim-off
| Rank | Lane | Name          | Nationality | Time    | Notes |
| ---- | ---- | ------------- | ----------- | ------- | ----- |
| ۱    | ۵    | آلیا اتکینسون | جامائیکا    | ۱:۰۶٫۷۹ | Q     |
| ۲    | ۴    | ترا فان بیلن  | کانادا      | ۱:۰۷٫۷۳ |       |

### نهایی
| رتبه | خط | نام            | ملیت                | زمان    | توضیحات |
| ---- | -- | -------------- | ------------------- | ------- | ------- |
| 1    | ۴  | روتا میلوتایت  | لیتوانی             | ۱:۰۵٫۴۷ |         |
| 2    | ۵  | ربکا سونی      | ایالات متحده آمریکا | ۱:۰۵٫۵۵ |         |
| 3    | ۱  | ساتومی سوزوکی  | ژاپن                | ۱:۰۶٫۴۶ |         |
| ۴    | ۸  | آلیا اتکینسون  | جامائیکا            | ۱:۰۶٫۹۳ |         |
| ۵    | ۲  | لیسل جونز      | استرالیا            | ۱:۰۶٫۹۵ |         |
| ۶    | ۶  | بریجا لارسون   | ایالات متحده آمریکا | ۱:۰۶٫۹۶ | *       |
| ۷    | ۳  | یولیا یفیموا   | روسیه               | ۱:۰۶٫۹۸ |         |
| ۸    | ۷  | ریک مولر پدرسن | دانمارک             | ۱:۰۷٫۵۵ |         |

*False start, but she was not disqualified due to technical error.